# Batalha de Sarandi
A batalha de Sarandi, em 12 de outubro de 1825, ocorreu nas costas do arroio Sarandi, afluente do rio Yi, lugar atual do Departamento de Flores, uma cidade no Uruguai.

## Antecedentes
A Banda Oriental foi ocupada pelos lusobrasileiros em 1820 e impondo-lhe o nome de Província da Cisplatina, a ocupação militar continuou após a dissolução da unidade com Portugal. Diante disso, os patriotas do leste argentino retomaram os esforços para se livrar do jugo brasileiro. Assim, depois do desembarque do Trinta e Três na praia Agraciada, em 19 de Abril de, 1825, reforçado com milícias Juan Antonio Lavalleja e seus homens obteve vários sucessos. Em 24 de abril, eles libertaram a população de Soriano. Em 2 de maio a cidade de Guadalupe (atual cidade de Canelones), em 8 de maio eles estabeleceram um cerco à cidade de Montevidéu liderados por Manuel Oribe e em 18 de agosto sitiaram Colônia do Sacramento.
A Batalha de Rincón, vitória de Rivera em 24 de setembro contra as forças brasileiras comandadas por Mena Barreto, representou um grande revés para as forças brasileiras que ocupavam Montevidéu, sob o governo do Barão Carlos Federico Lecor. As perdas foram muito importantes nas baixas de soldados, armas e, sobretudo, pelos cerca de 8 000 cavalos que Rivera capturou naquele combate.
Consequentemente, assim que se deu a notícia, foi organizada em Montevidéu, sob o comando do Coronel Bento Manuel Ribeiro, a saída de uma tropa de cerca de mil militares brasileiros, com o plano de ingressar no exército brasileiro que estava em campanha, comandado pelo General Bento Gonçalves e que tinha força semelhante.
Lavalleja, que estava em Durazno, sabendo da saída das tropas brasileiras de Montevidéu, tentou impedir que se juntassem àqueles que, sob o comando de Gonçalves, se deslocavam para o sul desde as margens do Rio Negro. O assédio que Lavalleja tentou contra a força de Gonçalves não teve sucesso, de modo que finalmente os dois exércitos brasileiros conseguiram se encontrar.
Em um grande esforço, Lavalleja foi capaz de reunir um semelhante contingente em número para o brasileiro, e enfrentou o exército brasileiro nas pontas do Córrego Sarandi, terras atualmente sob a jurisdição do Departamento da Flórida, em 12 de Outubro de 1825.

## A batalha
Na madrugada do dia 12, quando Lavalleja chegou perto do Arroyo Sarandí, recebeu parte das descobertas, que o informaram que o inimigo estava a uma légua de distância. O chefe oriental estabeleceu sua linha de batalha com uma frente sul, ocupando as alturas que dominavam a estrada para o Passo Polanco del Yí. Rivera foi colocado à esquerda de Lavalleja, apoiando seu flanco exposto no Arroyo Sarandí, Pablo Zufriategui no centro, e à direita Manuel Oribe. Como reservas à retaguarda e ao centro, as Milícias de Maldonado, as de San José de Mayo e os Atiradores da Pátria.
Enquanto isso, os imperiais brasileiros chegaram a Sarandí e, acreditando encontrar Rivera na margem direita, ficaram surpresos ao vê-lo do outro lado do Arroio Sarandí. Depois de cruzar esse riacho e chegar às primeiras alturas, os brasileiros perceberam o inevitável, observaram todo o dispositivo caído, e perceberam que não apenas as forças de Rivera estavam à sua frente, mas também todas as forças do leste em linha de batalha. Bento Manuel Ribeiro apreciou a situação vantajosa dos orientais e não liderou o ataque, montando a linha de batalha. O movimento realizado pelo exército do Império do Brasil Colocou Lavalleja em péssima situação, obrigando-o a mudar de frente de sul para oeste, mas diante da pressão e da velocidade com que a manobra foi realizada, o controle da formação foi perdido, deixando Zufriategui no centro e Manuel Oribe na liderança.

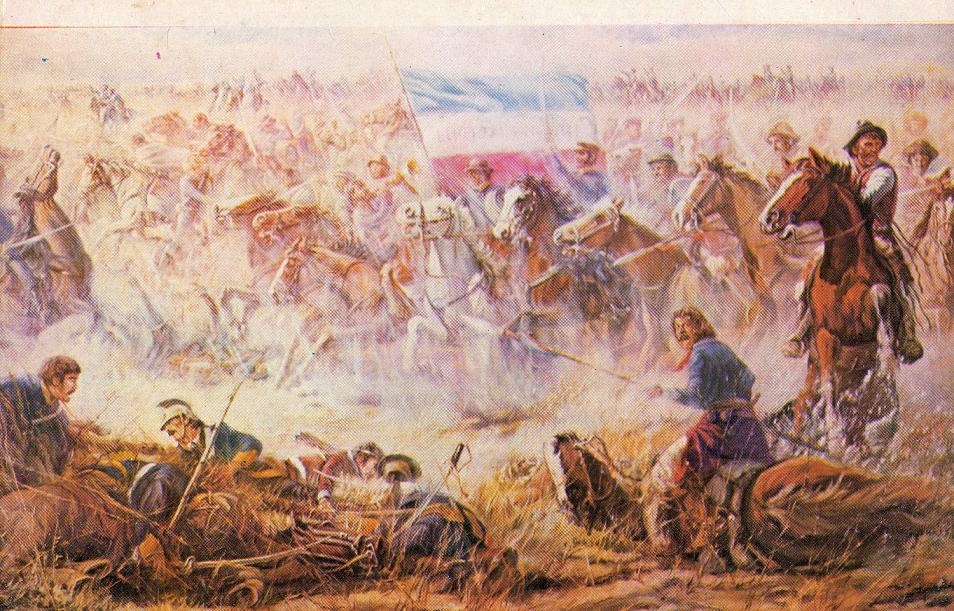
A vitória do lado oriental liderado por Lavalleja em Sarandí significou para o Império do Brasil o início do fim da Província da Cisplatina.

Às 8 da manhã a ação começou. A artilharia oriental começou a disparar, acertando três tiros à esquerda do exército brasileiro. Bento Manuel Ribeiro deu ordem de ataque e, ao toque da carnificina, o exército brasileiro lançou-se sobre o exército oriental.
Rivera avançou e atacou Bento Gonçalves, enquanto Oribe no centro foi inesperadamente atacado pelas forças imperiais de Álvaro de al encastre, incapaz de impedir que os disciplinados esquadrões do exército imperial se infiltrassem no dispositivo e alcançassem as reservas orientais, uma manobra que poderia ter sido fatal para os interesses das armas do exército oriental. Percebendo essa situação, Lavalleja assumiu as reservas e as empurrou entre os brasileiros, entrando em suas fileiras e rolando-as para o centro de suas formações, dividindo seu brasão em dois. A direita oriental atacou e desorganizou a esquerda brasileira, que tentou buscar apoio em seu centro. Dessa forma, as forças do acampamento foram flanqueadas pelas tropas de Rivera e pelas milícias San José da reserva oriental, que perseguiam os dispersos de Bento Gonçalves; assim, Oribe foi capaz de se recuperar e contra-atacar.
A confusão do inimigo era enorme e sua dispersão completa. Os brasileiros, que aguardavam o fogo das armas orientais, foram subitamente atacados pela cavalaria que os obrigou a fugir e os perseguiu sem trégua.

## Consequências
Como consequência, os orientais, já constituídos no Congresso da Flórida e tendo anteriormente solicitado a reunificação com as Províncias Unidas do Rio de Prata, conseguiram despertar o interesse das Províncias Unidas. O Congresso Geral Constituinte reunido na cidade de Buenos Aires aprovou no dia 24 de outubro uma Lei de Reincorporação da Banda Oriental às Províncias Unidas do Rio de Prata, renomeando-a com o nome dado por José Gervasio Artigas: Província Oriental.
De qualquer forma, o exército brasileiro manteve o domínio no Nordeste, o que lhe permitiu manter contato com seu território metropolitano. Por esta razão, as ações foram realizadas para tentar dominar essa área, o que permitiu em 31 de Dezembro de 1825, os homens sob o comando do coronel Leonardo Olivera para ocupar a Fortaleza de Santa Teresa, localizado no departamento de Rocha, perto da fronteira atual com o Brasil, despejando dela a força de ocupação.
A partir disso, as forças brasileiras ocuparam apenas as cidades sitiadas de Colônia e Montevidéu.
Atualmente, a poucos quilômetros de onde ocorreu a batalha, fica o pequeno povoado de Sarandí Grande.

## Barão do Rio Branco
A respeito do combate, o Barão do Rio Branco esclareceu:
| “ | Combate de Sarandí e destroço completo de uma divisão de cavalaria brasileira, comandada pelo então coronel Bento Manuel Ribeiro. Bento Manuel, marchando de Montevidéu com 1 150 homens de cavalaria de linha e de milícias, incluso o reforço que ali recebera, fez junção nas imediações de Minas com o coronel Bento Gonçalves da Silva, que comandava 354 milicianos, e seguiu rapidamente em procura. do general Lavalleja, chefe da revolução oriental. Na manhã de 12 de outubro, atravessou o arroio de Castro, afluente do Ji, e foi encontrar o inimigo no lugar denominado Orqueta de Sarandí, cabeceiras do arroio Sarandí, tributário da margem esquerda do Castro. O general Frutuoso Rivera já se tinha reunido a Lavalleja, de sorte que os orientais puderam apresentar 2 600 homens de cavalaria, alguns atiradores a pé e uma peça. Bento Manuel, orgulhoso com as passadas vitórias, mudou de cavalos e lançou-se a carga com 1 411 homens, todos de cavalaria (São Leopoldo enganou-se dizendo que tínhamos infantaria). Os esquadrões de linha, comandados pelo coronel Alencastro, romperam o centro do inimigo (coronel Manuel Oribe) e dispersaram a sua reserva (coronel Leonardo Oliveira); no entanto, a nossa direita (coronel Bento Gonçalves) foi rechaçada pelo general Rivera, e a esquerda, atacada também pela frente e pelo flanco por forças superiores, ficou derrotada.No Passo de Sarandí, Bento Manuel sustentou-se duas horas, até que se lhe reuniram Bento Gonçalves e muitos dos dispersos; assim, com 550 homens, fizeram esses dois chefes a sua retirada, pelo Passo de Polanco do rio Ji, para Santana do Livramento. Com eles seguiram o tenente-coronel Bonifácio Isas Calderón e os majores Filipe Néri de Oliveira e Albano de Oliveira Bueno. Alencastro, cercado pelo inimigo, capitulou depois de três horas de combate, ficando prisioneiro, com 36 oficiais e uns 400 soldados. No dia seguinte, ainda os orientais fizeram alguns prisioneiros no Perdido (major Oliveira e 125 homens) e no Maciel (tenente-coronel Pedro Pinto e um soldado). Ao todo, ficaram prisioneiros 515 homens (entre eles, 25 oficiais e 133 feridos), e, como em diferentes direções se puderam salvar 730 homens, segue-se que os nossos mortos não devem ter chegado a 200 (segundo a parte oficial de Lavalleja, foram 572). Os orientais tiveram 35 mortos e 90 feridos. Este combate e a surpresa do Rincón no dia 24 de setembro obrigaram o coronel Abreu (barão do Cerro Largo), que estava em Mercedes, a retroceder para a fronteira do Rio Grande do Sul, ficando os revolucionários orientais de posse de todo o território de sua pátria, menos das duas praças de Montevidéu e de Colônia. Entre os oficiais prisioneiros, figuravam um coronel (Joaquim Antônio de Alencastro, de 1a linha), três tenentes-coronéis (Pedro Pinto de Araújo Correia, de 1a, João Marques da Silva Prates e Manuel Soares da Silva, de milícias) e dois majores (Teodoro Burlamaqui, de 1a linha, e Antônio José de Oliveira). Nunca em combate algum, nem antes nem depois deste, sofremos tão grande perda em prisioneiros. Em 5 de março do ano seguinte, todos os oficiais superiores aqui mencionados, menos o major Oliveira, libertaram-se no rio Paraná, assim como muitos capitães, subalternos, cadetes e soldados, revoltando-se contra a escolta que os conduzia, em um barco, para Santa Fé.'' | ” |